# خرده ستمگران
خرده ستمگران یک سریال آنتولوژی ایرانی، محصول سال ۱۳۸۷ به کارگردانی، نویسندگی مسعود شاه‌محمدی و تهیه‌کنندگی سعید شاهسواری است که پس از ۵ سال توقیف، سرانجام در پاییز ۹۲-هم‌زمان با ایام محرم- از شبکه سه پخش شد.
این مجموعه اپیزودیک است و در هر قسمت، داستان مجزایی اتفاق می‌افتد. 

## درونمایه
این مجموعه حال و هوایی کاملاً جدی دارد و در آن سعی شده به موضوعاتی به ظاهر بی‌اهمیت پرداخته شود که ما به آن‌ها توجه نمی‌کنیم. محور اصلی قصه‌ها دربارهٔ خرده ستم‌هایی است که انسان‌ها در روابط اجتماعی در حق یکدیگر مرتکب می‌شوند…
در این مجموعه به مسائلی مانند تن‌فروشی، زندگی کودکان کار، سرنوشت فرزندان در ازدواج مجدد والد و... با دیدی آسیب‌شناسانه نگاه شده است.همچنین در این مجموعه می‌توان شاهد نگاهی روان‌شناختی به مسائلی مانند خودشیفتگی، روانپریشی جمعی،  اختلال استرس پس از سانحه، اختلال شخصيت وابسته و نقش تأثيرگذار ناخودآگاه در زندگي انسان، عواقب روانشناختی فقر در زندگي و تابلوی باليني افسردگی، نابسامانی‌های روانی كودكان كار، عقده اديپ و كودک‌آزاری بود.

## خلاصه داستان
داستان ۱
سارا(بهار کاتوزی) که در یک شرکت منشی است، پس از یک درگیری با رئیس خود در محل کار به شکلی سهوی موجب کنده شدن یک لوله‌ی بخاری و مرگ رئیس، آقای سالمی(احمد ساعتچیان) می‌شود. او پس از این اتفاق به سراغ همسر رئیس(فرشته سرابندی) رفته و به دست داشتن در مرگ سالمی اعتراف می‌کند. زن-که خود زمانی منشی سالمی بوده- ابتدا به سارا سیلی می‌زند و او را ویران‌کننده‌ی زندگی‌اش می‌داند، اما پس از گذشتن چند لحظه و شنیدن صحبت‌های سارا از او می‌خواهد که همه‌چیز را از ابتدا تعریف کند تا او بتواند «با لذت شرح حقیر شدن مردش را بشنود.». سارا که دیپلم ماشین‌نویسی و کاردانی مدیریت داشته و در پی شغل است، در وضعیت اقتصادی نامناسب همراه با مادر و پدر بیمارش در جنوب شهر تهران زندگی می‌کند. کار دفتری برای سارا مشکوک است، چرا که از همان روز اول هیچ کس به این دفتر زنگ نمی‌زند و سالمی نیز از پاسخ دادن دقیق به او که «کار این دفتر چیست؟» سر باز می‌زند. پس از گذشتن چند روز، سالمی با مجبور کردن سارا به آمدن به خانه‌اش(و برقراری رابطه‌ی اجباری با او) حقوق او را هر روز بالا می‌برد و در برابر از او توقعاتی دارد-مانند پوشیدن لباس‌های شب در محل کار، و یا صرف ناهار روز در رستوران با او. سارا به دلیل نیاز به پول و شرایط سخت پدرش ناچار به پذیرفتن هر چیز است. سالمی در تمام هفته با سارا صحبت نمی‌کند. تنها او را با خود به رستوران، و بر سر ویلای نیمه‌کاره‌ی خود در یک جاده‌ی کوهستانی می‌برد. در پایان هفته، سالمی با پرداختن پول هنگفتی به سارا از او درخواست می‌کند تا به همراه وی به عنوان یک مأموریت به دبی برود. سارا مسئله را با مادرش در میان می‌گذرد و این موضوع سبب بدبینی مادر می‌شود. روز آخر هفته، سارا در اداره است و خبر موافقت خود با سفر دبی را به سالمی می‌دهد که ناگهان تلفن زنگ می‌زند. مادر سارا به او خبر می‌دهد که پدرش سکته کرده؛ و سارا با حقوق سفر دبی هزینه‌ی بیمارستان را پرداخت می‌کند. مادر که مشکوک شده روز بعد با تعقیب سارا به محل کار او می‌رود و از شغل حقیقی او مطلع شده، رنجیده اداره را ترک می‌کند. سارا به سراغ سالمی می‌رود و از او درخواست استعفا می‌کند. سالمی که دراز کشیده با تحقیر پولی را به عنوان دستمزد جلوی او پرتاب می‌کند. سارا بعد از پرتاب و پخش اسکناس‌ها در اتاق، از در خارج می‌شود و در میانه‌ی راه با علم به این که درها و پنجره‌ها بسته‌اند به لوله‌ی بخاری تنه می‌زند. سارا روایت داستان را به پایان می‌رساند و در تاریکی شب از ماشین همسر سالمی-که تا پایان گفتگو در حال تحقیر و تهدید او بوده- پیاده می‌شود و با چتری که از دفتر «سالمی» برداشته زیر باران راه می‌رود.
داستان ۲
پروانه(بهناز جعفری) پس از مرگ همسر اولش بر اثر اووردوز مواد تزریقی، با مردی (حمیدرضا آذرنگ) ازدواج کرده است که یک رستوران را اداره می‌کند و از ازدواج پیشین خود یک فرزند دارد، دختری ۸-۹ ساله. دختر از همان ابتدای ازدواج با نامادری‌اش بنای ناسازگاری می‌گذارد و از هر فرصتی-خرابکاری در غذای رستوران، ویران کردن وسایل منزل و ضرب و شتم پروانه- برای آزار و تهمت بستن به او استفاده می‌کند. با وجود بی‌گناهی پروانه، تهمت‌های دختربچه توسط پدرش پذیرفته می‌شوند و پدر از پروانه درخواست طلاق می‌کند. پروانه روستا را ترک می‌کند. 
داستان ۳
اسفندیار(مسعود سخایی)-که در ۴۰ سالگی زندگی ناموفقی دارد و همسرش مدام او را تحقیر می‌کند- قصد جدا شدن از همسرش را دارد. او در آستانه‌ی جدایی کودکی خود را به یاد می‌آورد:
اسفندیار ۸ ساله هر روز در مسیر رفتن به مدرسه مورد آزار و تعرض پسری بزرگتر از خود قرار می‌گیرد. او در ابتدا با پسر آزارگر همراهی می‌کند، اما پس از چند مدت تحقیر را تاب نمی‌آورد و پسربچه‌ی آزارگر را در چاهی می‌اندازد. پس از سه روز، پیکر پسر را از چاه بیرون می‌آورند. او که در اثر سقوط فلج، و در اثر شوک ناشی از حادثه به یکباره پیر شده است پس از چند روز می‌میرد. اسفندیار تا پایان عمر ترومای ناشی از مرگ پسر آزارگر را تحمل می‌کند و بر اثر آن رنج می‌کشد...
داستان ۴
یک داستان کوتاه درباره‌ی کودک‌آزاری که نقیض و وارون داستان ۲ است.
داستان ۵
گلاب و یوسف(فلامک جنیدی و احمد آقالو) زن و مردی فقیر و مهاجراند در تهران زندگی سختی را می‌گذرانند. یوسف که نگهبان یک شرکت است، در جریان یک سرقت-حاصل تبانی چند کارمند و شرکت رقیب- متهم شناخته شده و با این وجود که تنها شاهد یک صحنه بوده، به اتهام قتل و سرقت به ناحق محکوم به مرگ می‌شود. گلاب و یوسف در کنار مزار آشنایی خودکشی می‌کنند.
داستان ۶
پسربچه‌ی یتیمی(فرخ انصاری) که در یک مکانیکی بین‌راهی کار می‌کند(و وظیفه‌اش میخ پاشیدن در جاده و تعویض تایر ماشین‌هاست) همیشه مورد سرکوب و تعرض صاحب کار خود قرار گرفته است. اما او تمامی آزارها را تحمل می‌کند، تنها به امید ساختن یک هواپیما. او با جمع‌آوری حقوقش هر روز قسمت جدیدی را به هواپیما اضافه می‌کند. در بار اول امتحان، هواپیما نابود می‌شود. اما سرانجام، پسر هواپیما را می‌سازد. هواپیمایی که قدرت پرواز ندارد و در بهترین حالت ممکن تنها می‌تواند مانند موتور در جاده با سرعت آهسته حرکت کند.
داستان ۷
زینت(الیکا عبدالرزاقی) به بیماری سرطان مبتلا است و زندگی‌اش چندان دوام نخواهد داشت.
داستان ۸
گلکو(بهار کاتوزی) دختری است ۲۲ ساله که تمام اعضای خانواده‌ی خود را در زلزله از دست داده است. تنها سرگرمی او نوشتن ترانه و خواندن ترانه‌هایش در رادیوی شب است و درآمد او، از طریق ریسندگی در یک کارگاه. او در دفاع از خود در برابر یک متجاوز، او را از پله‌ها به پایین پرتاب می‌کند و به جرم قتل زندانی می‌شود. او پس از تحمل دوره‌ای حبس از زندان آزاد می‌شود و در آزادی، حکایتش را برای مردی(احمد ساعتچیان) روایت می‌کند که خواستگار اوست. مرد شجاعت او را می‌ستاید و از او درخواست ازدواج می‌کند.
داستان ۹
مرد(رامین ناصر نصیر) و همسر نابینایش(الیکا عبدالرزاقی) زندگی آرامی دارند. تا جایی که مرد به بحران عدم قطعیت بر می‌خورد که آیا همسرش زنده است یا نیست؟ بیناست یا نایبنا؟ اصلا وجود دارد یا ندارد؟
داستان ۱۰
تمامی شخصیت‌های داستان‌های گذشته سوار یک تاکسی می‌شوند که راننده‌اش-یوسف اکرمی-(مجتبی رستگار)، با رنج زندگی خود را می‌گذراند... آن‌ها در برابر یوسف به خرده‌جنایت‌های خود اعتراف می‌کنند.

## بازیگران
- رامین ناصرنصیر
- احمد آقالو در نقش
- احمد ساعتچیان در نقش‌ سالمی(داستان ۱)، خواستگار گلکو(داستان ۸)
- الیکا عبدالرزاقی در نقش زینت
- امیر آقایی
- بهار کاتوزی در نقش‌ سارا(داستان ۱) و گلکو(داستان ۸)
- بهناز جعفری در نقش پروانه
- حمیدرضا آذرنگ در نقش رستوران‌دار
- فلامک جنیدی در نقش گلاب
- فرشته سرابندی در نقش همسر سالمی
- مجتبی رستگار در نقش یوسف اکرمی
- مسعود سخایی در نقش اسفندیار